# Estação Ciudad del Niño
A Estação Ciudad del Niño das estações do Metrô de Santiago, situada em Santiago, entre a Estação Departamental e a Estação Lo Ovalle. Faz parte da Linha 2.
Foi inaugurada em 21 de dezembro de 1978. Localiza-se no cruzamento da Gran Avenida com a 6ª Avenida. Atende a comuna de San Miguel.